# Alexandriakvartetten
Alexandriakvartetten är en svit romaner av Lawrence Durrell, utgivna i England 1957–1960 med titeln The Alexandria Quartet. Romanerna översattes av Aida Törnell till svenska 1958 till 1961 och utkom på Norstedts i fyra delar 1963. De utgavs i en samlad volym 1983, 2012 samt 2022.

## De fyra romanerna
- Justine (1957): Berättelsens nutid utspelar sig sent på 1930-talet på en liten ö någonstans i den grekiska skärgården där en man av irländsk härkomst reflekterar över de år han tillbringat i Alexandria och de människor han mött. Mannen, vars namn inte röjs i denna volym, har sällskap av en liten flicka, dotter till hans döda älskarinna Melissa. Via anteckningar som han studerar får läsaren även stifta bekantskap med bl.a. hans andra älskarinna (och stora kärlek) Justine, hennes koptiske make Nessim, läkaren Balthazar, den egendomlige underrättelseofficeren Scobie, diplomaten Mountolive, författaren Pursewarden, konstnärinnan Clea och många andra.
- Balthazar (1958): Den fortfarande namnlöse berättaren får i denna volym tillgång till dagsboksanteckningar som läkaren Balthazar skänker honom och berättelsen från boken innan får här en fylligare beskrivning där enstaka scener återkommer medan vissa karaktärer presenteras mer ingående och man får reda nya saker om dem.
- Mountolive (1958): I den tredje volymen skiftar perspektivet till diplomaten Mountolive, som förekommit som bifigur i de två första volymerna. Familjen Hosnani, som Justine gift in sig i, presenteras här mer ingående och man får jämte Nessim även möta dennes mor Laila (som Mountolive har en romans med) samt hans bondske bror Narouz. Berättaren från de två tidigare volymerna introduceras som Darley och sedd ur Mountolives ögon är han mycket annorlunda jämfört med det intryck läsaren kan få av honom i de två föregående volymerna. Ytterligare fakta ges om karaktärerna i de två tidigare volymerna och många mystiska händelser får här delvis sin förklaring.
- Clea (1960): I denna sista volym är det konstnären Clea, vilken gradvis blivit en viktigare figur i handlingen i de tre föregående volymerna, som står i centrum och många lösa trådar från de tidigare volymerna knyts här samman.